# Малая Пустошка (Новгородская область)
Малая Пустошка (до 2024 г. — Пустошка) — деревня в Демянском районе Новгородской области России. Входит в состав Ильиногорского сельского поселения.

## География
Деревня находится в южной части Новгородской области, в зоне хвойно-широколиственных лесов, к востоку от автодороги 49Н-0507, на расстоянии примерно 16 километров (по прямой) к юго-востоку от Демянска, административного центра района. Абсолютная высота — 232 метра над уровнем моря.

### Климат
Климат района характеризуется как умеренно континентальный, с относительно коротким нежарким летом и продолжительной сравнительно мягкой зимой. Среднегодовая температура воздуха — 4,5 °C. Средняя многолетняя температура самого холодного месяца (января) составляет −9°C (абсолютный минимум — −50 °C), средняя температура самого тёплого (июля) — 17 °C (абсолютный максимум — 36 °С). Безморозный период длится 120—130 дней. Среднегодовое количество осадков составляет 600—700 мм, из которых большая часть выпадает в тёплый период. Устойчивый снежный покров сохраняется в течение 130—140 дней.

## Население
| 2010 |
| ---- |
| 1    |